# Benson and Hedges Championship
Benson & Hedges Championship – snookerowy, nierankingowy turniej rozgrywany w latach 1990–2002. W każdym sezonie zwycięzca Benson & Hedges Championship zostawał nagradzany dziką kartą, umożliwiającą grę w prestiżowym turnieju rankingowym Benson & Hedges Masters.
W sezonie 1992/1993, wyjątkowo turniej ten był wliczany do światowego rankingu snookerowego.
W związku z wycofaniem się sponsora Benson & Hedges, od sezonu 2003/2004 turniej Benson & Hedges Championship został nazwany turniejem Masters Qualifying Event, zaś turniej rankingowy Benson & Hedges Masters zmienił nazwę na The Masters.
W sezonie 2004/2005 kwalifikacje te nie odbyły się, ale już w następnym sezonie (2005/2006) powróciły do snookerowego kalendarza.

## Zwycięzcy
| Rok                                                    | Zwycięzca                                              | Przeciwnik                                             | Wynik                                                  | Sezon                                                  |
| Benson & Hedges Satellite Championship (Nierankingowe) | Benson & Hedges Satellite Championship (Nierankingowe) | Benson & Hedges Satellite Championship (Nierankingowe) | Benson & Hedges Satellite Championship (Nierankingowe) | Benson & Hedges Satellite Championship (Nierankingowe) |
| ------------------------------------------------------ | ------------------------------------------------------ | ------------------------------------------------------ | ------------------------------------------------------ | ------------------------------------------------------ |
| 1990                                                   | Alan McManus                                           | James Wattana                                          | 9 – 5                                                  | 1990/91                                                |
| 1991                                                   | Ken Doherty                                            | Darren Morgan                                          | 9 – 3                                                  | 1991/92                                                |
| Benson & Hedges Championship (Rankingowe)              |                                                        |                                                        |                                                        |                                                        |
| 1992                                                   | Chris Small                                            | Alan McManus                                           | 9 – 1                                                  | 1992/93                                                |
| Benson & Hedges Championship (Nierankingowe)           |                                                        |                                                        |                                                        |                                                        |
| 1993                                                   | Ronnie O’Sullivan                                      | John Lardner                                           | 9 – 6                                                  | 1993/94                                                |
| 1994                                                   | Mark Williams                                          | Rod Lawler                                             | 9 – 5                                                  | 1994/95                                                |
| 1995                                                   | Matthew Stevens                                        | Paul McPhillips                                        | 9 – 3                                                  | 1995/96                                                |
| 1996                                                   | Brian Morgan                                           | Drew Henry                                             | 9 – 8                                                  | 1996/97                                                |
| 1997                                                   | Andy Hicks                                             | Paul Davies                                            | 9 – 6                                                  | 1997/98                                                |
| 1998                                                   | David Gray                                             | Dave Harold                                            | 9 – 6                                                  | 1998/99                                                |
| 1999                                                   | Allister Carter                                        | Simon Bedford                                          | 9 – 4                                                  | 1999/00                                                |
| 2000                                                   | Shaun Murphy                                           | Stuart Bingham                                         | 9 – 7                                                  | 2000/01                                                |
| 2001                                                   | Ryan Day                                               | Hugh Abernethy                                         | 9 – 5                                                  | 2001/02                                                |
| 2002                                                   | Mark Davis                                             | Mehmet Husnu                                           | 9 – 6                                                  | 2002/03                                                |
| Kwalifikacje do Masters (Nierankingowe)                |                                                        |                                                        |                                                        |                                                        |
| 2003                                                   | Neil Robertson                                         | Dominic Dale                                           | 6 – 5                                                  | 2003/04                                                |
| 2005                                                   | Stuart Bingham                                         | Allister Carter                                        | 6 – 3                                                  | 2005/06                                                |
| 2006                                                   | Stuart Bingham                                         | Mark Selby                                             | 6 – 2                                                  | 2006/07                                                |
| 2007                                                   | Barry Hawkins                                          | Kurt Maflin                                            | 6 – 4                                                  | 2007/08                                                |
| 2008                                                   | Judd Trump                                             | Mark Joyce                                             | 6 – 1                                                  | 2008/09                                                |
| 2009                                                   | Rory McLeod                                            | Andrew Higginson                                       | 6 – 1                                                  | 2009/10                                                |